# Ушман (посёлок при станции)
Ушман — посёлок при одноимённой станции в Верхнебуреинском районе Хабаровского края. Входит в состав Согдинского сельского поселения.

## Население
| 1992 | 2002 | 2010 | 2011 | 2012 | 2021 |
| ---- | ---- | ---- | ---- | ---- | ---- |
| 1700 | ↘130 | ↘86  | →86  | ↘84  | ↘14  |

## Образование
Начальная общеобразовательная школа 4 класса филиал МБОУ ООШ №12 с. Согда, с учителем Норбоевай Мариной Нимаевной

## История
Основанием для расположения населенного пункта стала железнодорожная ветка Известковая – Чегдомын, строительство которой вели пленные АмурЛАГа в 1930-х 1940-х годах к ургальскому месторождению каменного угля. В 1943 году рельсы были сняты для путей к шахтам Кузбасса, Урала и Караганды . В 1945 году, данная ветка попала в постановление, о строительстве первой очереди БАМа, военнопленными японцами
Станция открыта 1951 году, на 225 км от с. Известковая
На территории полустанка находился леспромхоз. Вырубку вели заключенные отбывшие большие сроки, население завербованное по всему СССР и несколько тысяч граждане КНДР, приглашенных на помощь. После запретов Комитета защиты природы, отказа Японии в покупке леса, и отсоединение республик Азии на которых держался сбыт - леспромхоз прекратил своё существование.
По оценкам гос. служб сотрудничество с гражданами КНДР привело к большим убыткам и безвозвратным потерям: хищническое отношение к экосистеме (пожары, браконьерство, незаконная вырубка леса), вывоз товаров народного потребления за границу, продажа наркотиков

## Транспорт
Поезд 663 маршрутом Чегдомын — Хабаровск-1 делает двухминутную остановку на станции Ушман. 